# 安索尼亞
安索尼亞（英語：Ansonia）是位於美國賓夕法尼亞州泰奧加縣希彭鎮區的一個非建制地區。它位於6號美國國道沿線，靠近與賓夕法尼亞州362號公路的交匯處。位於蓋爾頓和韋爾斯伯勒之間。
安索尼亞位於沼澤溪和松溪的交匯處。松溪鐵路步道穿過安索尼亞。